# Spoorlijn Thun - Burgdorf
De Spoorlijn Thun - Burgdorf is een Zwitserse spoorlijn van de voormalige spoorwegonderneming Burgdorf-Thun-Bahn (afgekort BTB). Het bedrijf had zijn hoofdkantoor in Burgdorf, gelegen in het kanton Bern. Het traject van de BTB liep van Burgdorf over Konolfingen naar Thun, en was de eerste volledig geëlektrificeerde spoorlijn van Europa. Tegenwoordig maakt de lijn deel uit van het BLS-netwerk.

## Geschiedenis
Om het traject van Burgdorf naar Thun met 13 kilometer in te korten - een traject over Bern zou 53 kilometer bedragen - werd gedacht aan een directe verbinding.
Voor het traject werden oorspronkelijk twee concessies verstrekt. De eerste concessie werd verstrekt op 17 april 1891 voor het traject van Konolfingen naar Biglen, en de tweede op 29 juni 1893 voor het traject van Konolfingen naar Thun met een verlenging naar Kiesen). Op 23 december 1896 maakte de Zwitserse Bund van beide concessies een. In Hasle-Rüegsau zou de aansluiting aan de in 1881 geopende Emmentalbahn volgen.

## Elektrische tractie
Op 21 juli 1899 begon de onderneming als eerste in Europa met elektrische tractie. De onderneming gebruikte vanaf Burgdorf tot Hasle-Rüegsau de sporen alsmede de stations Steinhof en Oberburg van de Emmentalbahn.
De elektrische tractie werd uitgevoerd met een spanning van 750 volt 40 Hz draaistroom.
Het traject werd in de dertiger jaren van de vorige eeuw omgebouwd tot een spanning van 15.000 volt 16.7 Hz wisselstroom en werd in drie etappes geopend.
- 8 augustus 1932: Burgdorf – Hasle-Rüegsau
- 11 februari 1933: Hasle Rüegsau – Grosshöchstetten
- 30 april 1933: Grosshöchstetten – Thun

## Fusie
De Burgdorf–Thun-Bahn (BTB) fuseerde in 1942 met de Emmentalbahn (EB) en ging toen verder onder de naam Emmental-Burgdorf-Thun-Bahn (EBT).

## Afbeeldingen

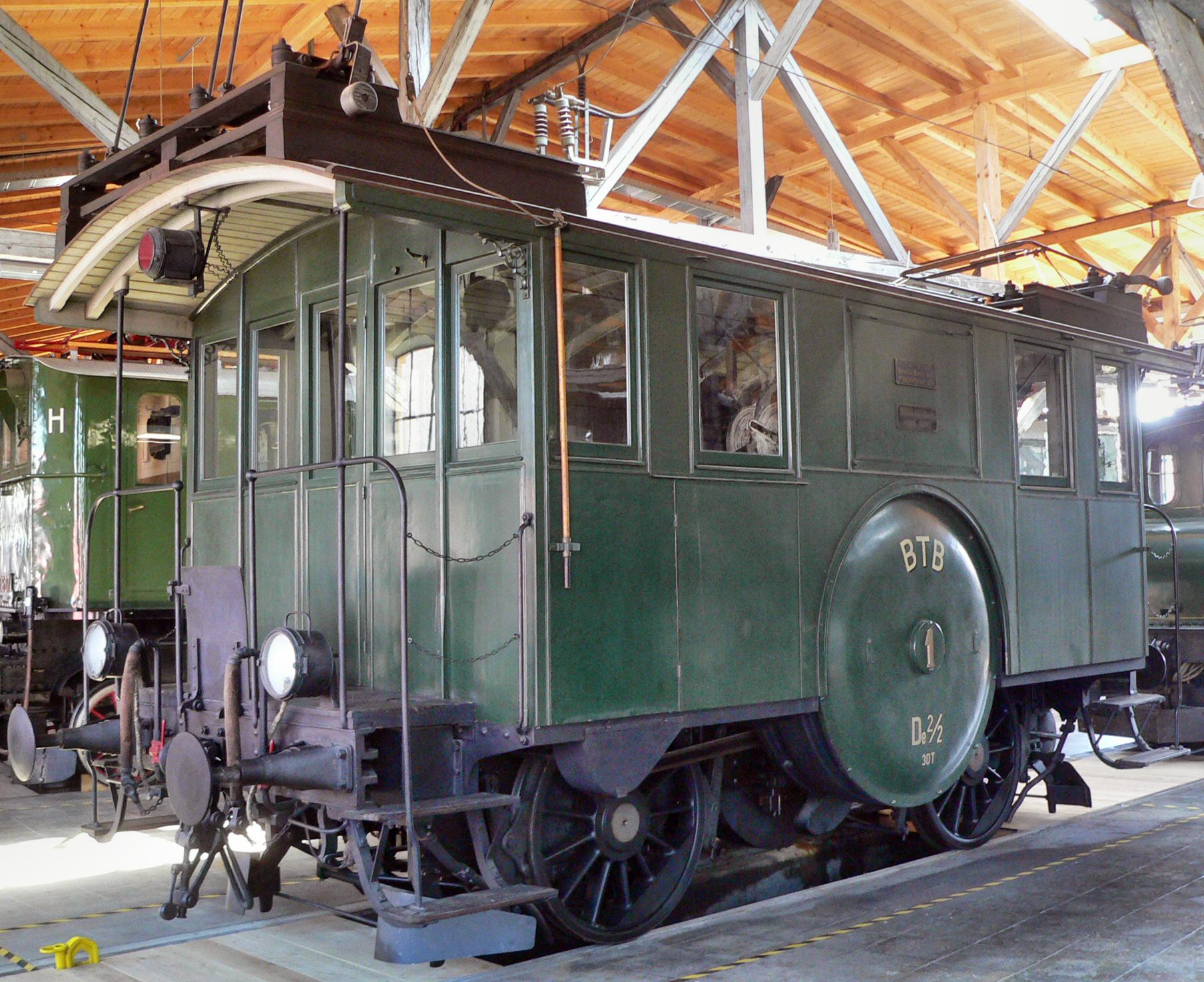
Locomotief nr. 1 in het Museum Lokwelt Freilassing (Deutsches Museum München)
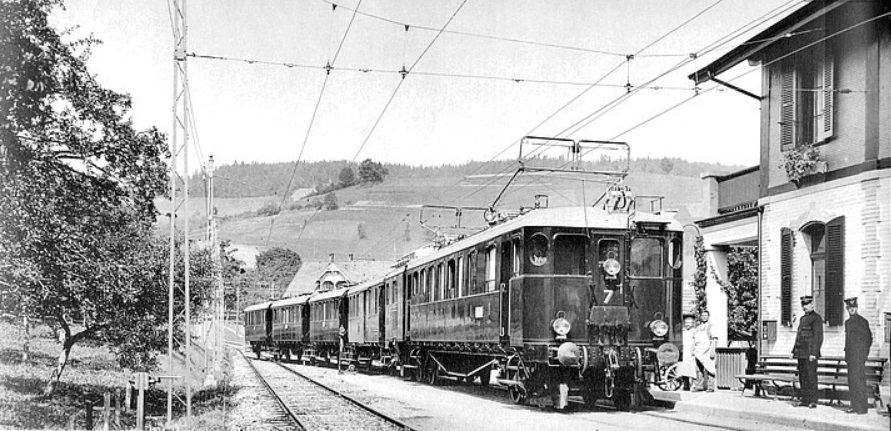
BTB-trein in Grosshöchstetten, 1912
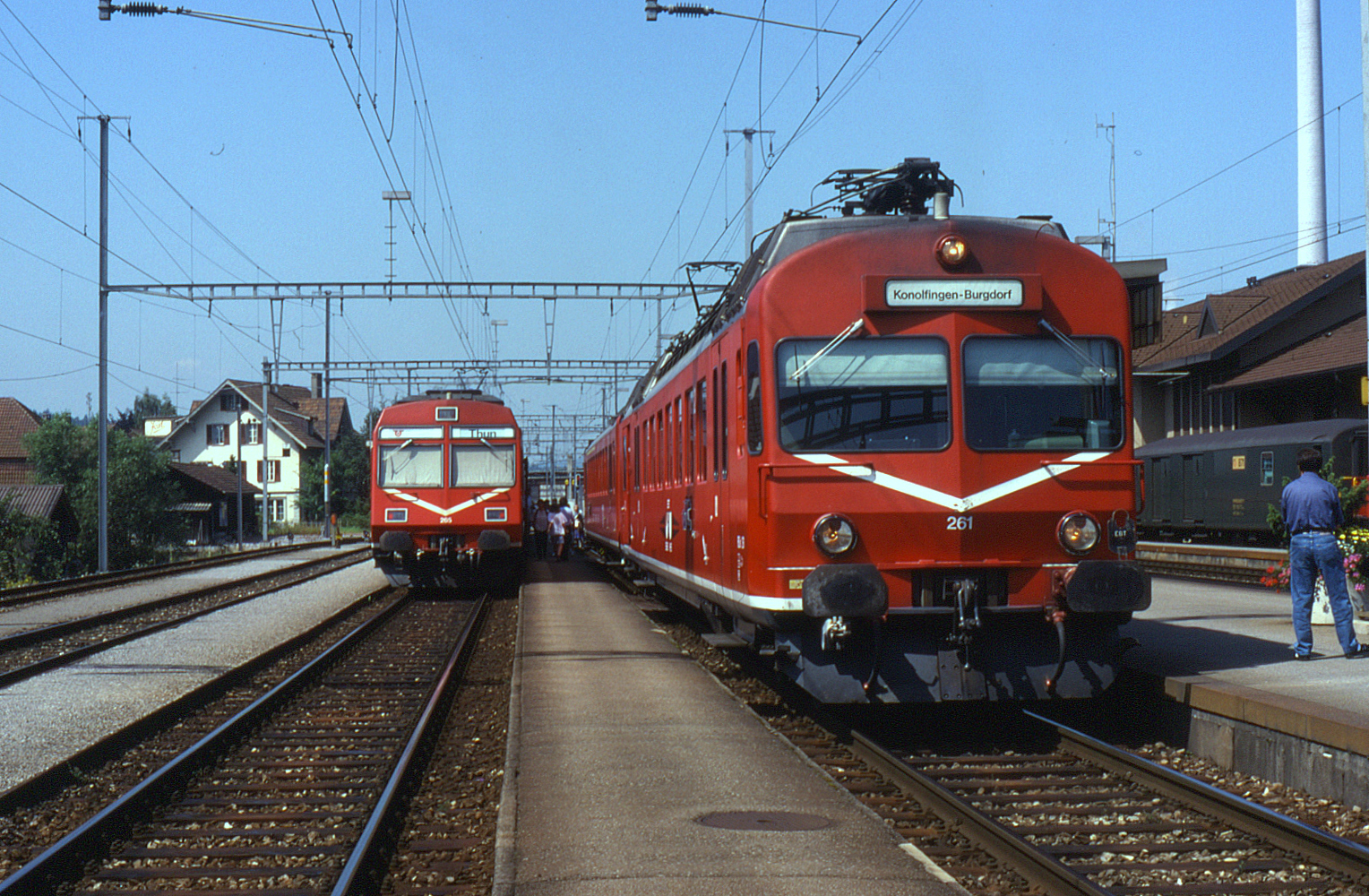
Station Konolfingen, 1993
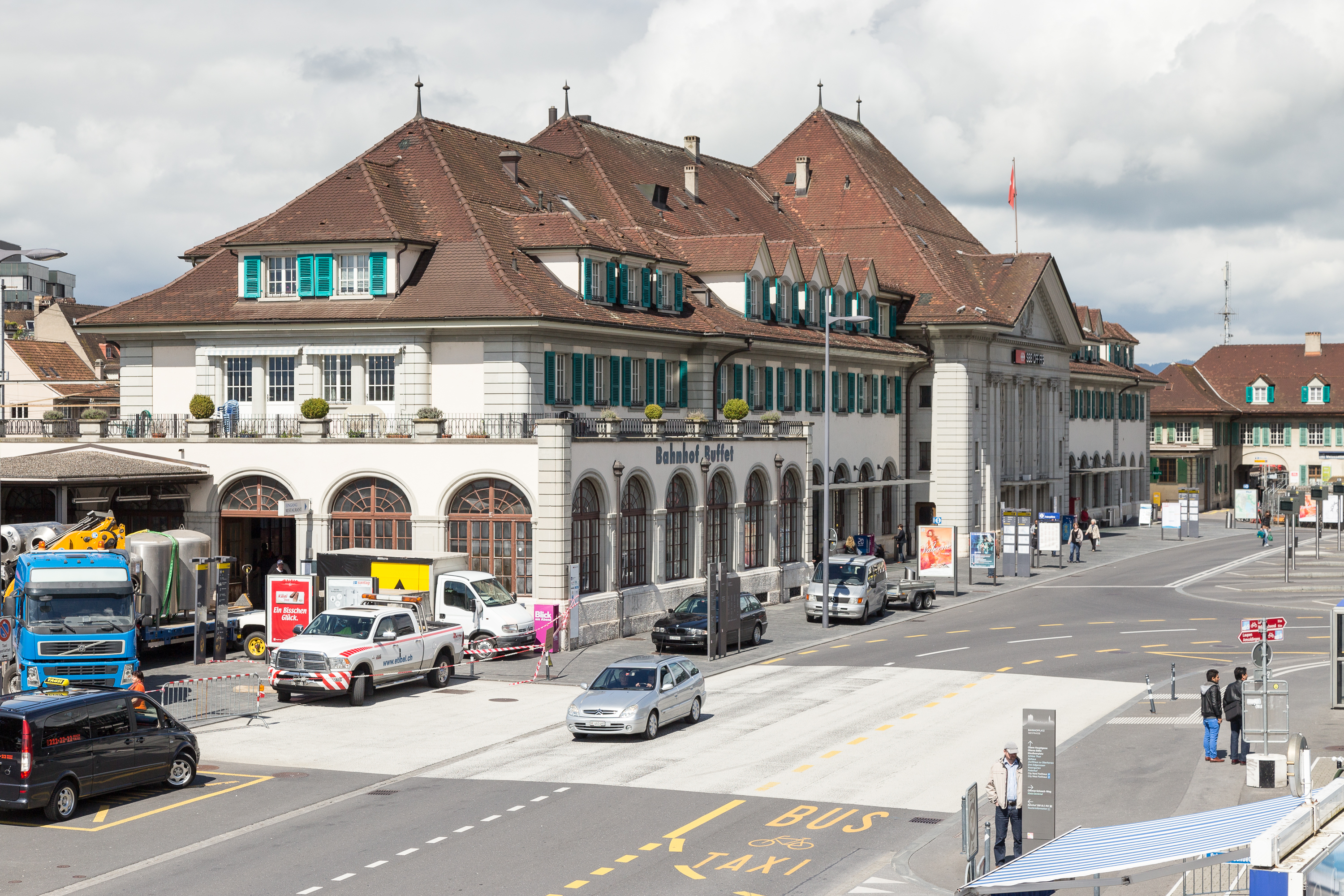
Station Thun